# Грб Бриселског региона
Грб Бриселског региона се састоји од жутог ириса са плавим обрисима на белој позадини. Грб је усвојен 1991. године, од када се користи за цели Бриселски регион.
Овај грб је грб Бриселског региона и не треба га мешати са грбом града Брисела. 